# Vlag van Norrland

Vlag van Norrland

De vlag van Norrland is de onofficiële vlag gekozen in een wedstrijd in het tijdschrift Året Runt in 1992. De vereniging van Norrland koos echter al in het begin van de jaren 1970 voor een vlag met een geel kruis op een groene achtergrond, identiek aan de vlag van Öland die rond dezelfde tijd werd ontwikkeld.